# Sot-pong
Sot-pong är en ort i Nordkorea.   Den ligger i provinsen Pyongyang, i den sydvästra delen av landet, 29 km sydost om huvudstaden Pyongyang. Sot-pong ligger 153 meter över havet och antalet invånare är 151.
Terrängen runt Sot-pong är huvudsakligen kuperad, men västerut är den platt. Runt Sot-pong är det ganska tätbefolkat, med 179 invånare per kvadratkilometer. Närmaste större samhälle är Sŭngho 1-tong, 14,9 km norr om Sot-pong. Trakten runt Sot-pong består till största delen av jordbruksmark.